# دهستان رودزیر
دهستان رودزیر، یکی از دهستان‌های بخش علا شهرستان صیدون در استان خوزستان ایران است. مرکز این دهستان، روستای رودزیر است.

## جمعیت
بر پایه سرشماری عمومی نفوس و مسکن در سال ۱۳۹۵، جمعیت دهستان رودزیر برابر با ۵٬۲۹۵ نفر بوده‌است.